# Muzyka ogni sztucznych

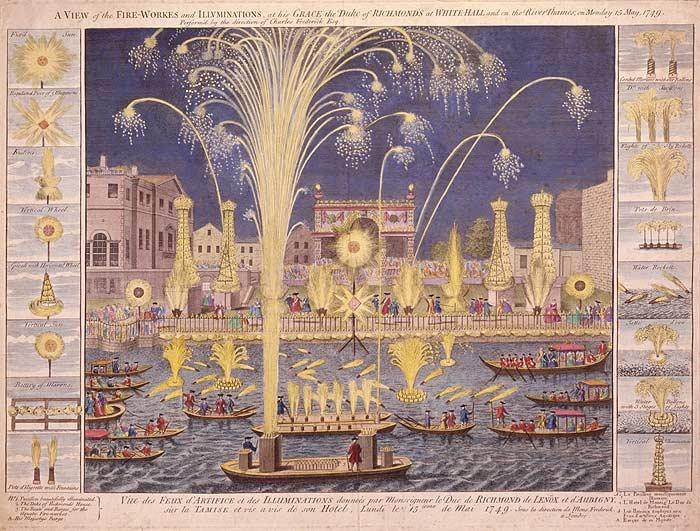
Ręcznie kolorowana akwaforta przedstawiająca Królewskie Fajerwerki i Iluminacje w Whitehall i nad Tamizą w poniedziałek 15 maja 1749 r. Z tej okazji George Frideric Handel skomponował swoją Muzykę dla Królewskich Fajerwerków.

Muzyka ogni sztucznych (Music for the Royal Fireworks, HWV 351) – suita skomponowana przez Georga Friedricha Händla w 1749 roku na zamówienie Jerzego II Hanowerskiego, króla Wielkiej Brytanii. Utwór miał być muzyczną oprawą pokazu ogni sztucznych urządzanego 27 kwietnia 1749 roku w Green Park w Londynie z okazji zakończenia wojny o sukcesję austriacką i podpisania pokoju w Akwizgranie w 1748 r.
Pierwsze publiczne wykonanie suity odbyło się 21 kwietnia 1749 roku w parku Spring Gardens (obecnie Vauxhall Gardens) w południowym Londynie. Zainteresowanie było ogromne. Tłumy zmierzające na koncert (ponad 12 tys.) spowodowały jeden z pierwszych korków w historii Londynu, blokując na trzy godziny centrum miasta i Most Londyński. Koncert był ogromnym sukcesem Händla.
27 kwietnia odbył się pokaz ogni sztucznych przygotowany i nadzorowany przez komendanta arsenału królewskiego w Woolwich, kapitana Thomasa Desaguliers'a (był najmłodszym synem znanego pastora i naukowca Johna Theophilusa Desaguliers'a). Scenograf i architekt Giovanni Niccolò Servandoni zbudował ogromne dekoracje składające się z kolumn, łuków i alegorycznych rzeźb, które były czymś w rodzaju "rusztowań" dla ogni sztucznych. Orkiestra wykonująca suitę (100 muzyków) siedziała w specjalnie dla niej zbudowanym pawilonie. Tym razem nie wszystko poszło tak szczęśliwie, jak tydzień wcześniej. Nie dość, że dzień był deszczowy, to z powodu zawalenia się wielkiej płaskorzeźby przedstawiającej Jerzego II zapalił się budynek, w którym przechowywano fajerwerki. Ładunki eksplodowały, budynek spłonął doszczętnie. Koncert jednak dokończono.
Muzyka ogni sztucznych składa się z dwóch części - uwertury, którą grano przed puszczaniem fajerwerków i suity małych utworów, granych w czasie pokazu i alegorycznie odpowiadających niektórym jego fragmentom. Suita zawiera: bourrée, largo alla siciliana zatytułowane La Paix (Pokój), allegro pt. La Réjouissance (Radość) i kończące dzieło dwa menuety.
Pisząc Muzykę ogni sztucznych Händel zmuszony był zrezygnować z instrumentów smyczkowych. Król życzył sobie, żeby w czasie pokazu grał zespół złożony z instrumentów kojarzących się z wojskiem czyli dętych i perkusyjnych. Kompozytor bardzo szczegółowo rozpisał podział instrumentów na grupy: 24 oboje (w trzech grupach - po 12, 8 i 4 instrumenty), 12 fagotów (grupy po 8 i 4), 9 trąbek (2 grupy po 3 i jedna grupa złożona z trzech tzw. trąbek niskich), 9 rogów (3 grupy po 3), 3 pary kotłów i werble.
Po pokazie Händel przepisał utwór z przeznaczeniem do wykonywania go na koncertach. Włączył wtedy do zespołu skrzypce, altówki i wiolonczele.

## Nagrania
Muzykę ogni sztucznych przeważnie wykonuje się dziś w późniejszej wersji instrumentalnej czyli z orkiestrą smyczkową. Na uwagę zasługuje więc nagranie z 1996 roku w wykonaniu orkiestry The English Concert pod kierunkiem Trevora Pinnocka. Na podstawie dokumentów z epoki Pinnock odtworzył dokładnie skład zespołu ze słynnego wykonania w czasie pokazu ogni sztucznych 27 kwietnia 1749 roku.